# Isao Taki
Pour les articles homonymes, voir Isao et Taki.
Isao Taki est un malacologiste japonais, né en 1898 et mort en 1961.

## Espèces nommées en son honneur
- Siphonodentalium isaotakii T. Habe, 1953,
- Buccinum isaotakii  (Kira, 1959),
- Neocancilla takiisaoi (Kuroda, 1959).